# Роланд фон Хьослин
Роланд фон Хьослин (на немски: Roland von Hößlin) е германски майор от Вермахта, участвал в опита за убийство на фюрера Адолф Хитлер от 20 юли 1944 г.

## Биография
Роланд фон Хьослин е роден в Мюнхен в старо семейство от кавалерийски офицери. През 1933 г., на 17 години, той се присъединява към Райхсвера и става заместник в монтажен полк 17 в Бамберг. През 1936 г. е повишен в лейтенант. През 1939 г. по време на Втората световна война участва в нашествието на Полша като първи лейтенант и адютант в разузнавателния отряд 10. По-късно той е обучен с танкове, а от март до юли 1941 г. служи на персонала на африканския корпус в Триполитания под ръководството на фелдмаршал Ервин Ромел. През август 1941 г. Хьослин е назначен за шеф на трети разузнавателен отряд 33, а през февруари 1942 г. е повишен в капитан. На 12 юли 1942 г. той е тежко ранен, докато командва разузнавателен отряд 33 в действие и е награден с Железен кръст.
До февруари 1944 г. е командир на Департамента за обучение на кандидати 24, базиран в Инстербург, Източна Прусия (сега Черняховск в руската Калининградска област). През април 1944 г., благодарение на по-ранното си приятелство с Щауфенберг, той е наясно с плановете за заговора от 20 юли да свалят Адолф Хитлер. В случай на успешен държавен преврат, Хьослин трябва да превземе важни сгради в Източна Прусия и да предприеме други мерки срещу нацисткия режим.
На 23 август 1944 г. обаче Хьослин е арестуван от Гестапо и скоро след това е изхвърлен от Вермахта. Във връзка със заговора от 20 юли, неуспешен опит за убийство на Адолф Хитлер, е лишен от всички почести и е освободен от армията на 14 септември 1944 г. На 13 октомври 1944 г. той е осъден на смърт и обесен същия следобед в затвора Пльоцензе в Берлин.